# Kostjantyn Truchanov
Kostjantyn Valerijovyč Truchanov (in ucraino Костянтин Валерійович Tруханов?; 3 gennaio 1976) è un arbitro di calcio ucraino.